# Lasioglossum acuminatum
Lasioglossum acuminatum är en biart som beskrevs av Mcginley 1986. Lasioglossum acuminatum ingår i släktet smalbin, och familjen vägbin. Inga underarter finns listade i Catalogue of Life.